# Salesches
Salesches település Franciaországban, Nord megyében. Lakosainak száma 328 fő (2022. január 1.). Salesches Ghissignies, Louvignies-Quesnoy, Beaudignies, Poix-du-Nord és Neuville-en-Avesnois községekkel határos.

## Népesség
A település népessége az elmúlt években az alábbi módon változott:
| Lakosok száma | 299  | 293  | 303  | 315  | 327  | 330  | 329  | 328  |
|               | 2013 | 2015 | 2017 | 2018 | 2019 | 2020 | 2021 | 2022 |